# Lalmonirhat (zila)
Lalmonirhat (en bengalí: লালমনিরহাট) es un zila o distrito de Bangladés que forma parte de la división de Rangpur.
Comprende 5 upazilas en una superficie territorial de 1.217 km² : Aditmari, Hatibandha, Kaliganj, Lalmonirhat y Patgram.
La capital es la ciudad de Lalmonirhat.

## Upazilas con población en marzo de 2011[2]
- Aditmari 224,796
- Hatibandha 233,927
- Kaliganj 245,595
- Lalmonirhat Sadar 333,166
- Patgram 218,615

## Demografía
Según estimación 2010 contaba con una población total de 1.281.547 habitantes.